# Aphyssura cygnea
Aphyssura cygnea är en tvåvingeart som beskrevs av Norris 1999. Aphyssura cygnea ingår i släktet Aphyssura och familjen spyflugor. Inga underarter finns listade i Catalogue of Life.